# Morning Star (film)
Pour les articles homonymes, voir Morning Star.
Pour plus de détails, voir Fiche technique et Distribution.
Morning Star est un film de fantastique et d'aventure réalisé par Marco Ristori et Luca Boni, sorti en 2014. Il est produit par Uwe Boll et raconte l'histoire d'un chevalier affrontant des forces obscures pour rentrer chez lui après une bataille sanglante.

## Synopsis
Après une terrible bataille, un chevalier doit surmonter la magie noire et des créatures terrifiantes pour retourner dans son village.

## Fiche technique
- Titre original : Morning Star
- Réalisation : Marco Ristori et Luca Boni
- Scénario : Marco Ristori et Luca Boni
- Musique : Gabriele Caseli[1]
- Production : Uwe Boll, Luca Boni, Marco Ristori, Mirco Sgarzi
- Société de production : Event Film Distribution, Extreme Video Snc
- Pays d'origine :  Italie
- Langue originale : Anglais
- Genre : Fantastique, Aventure
- Durée : 90 minutes
- Date de sortie : 17 décembre 2015

## Distribution
- Adrian Bouchet
- Mike Mitchell
- Ivy Corbin
- Daniel Vivian

## Réception
Le film a reçu des critiques variées, certains louant l'esthétique visuelle tandis que d'autres critiquaient le scénario.